# Бастеры

Флаг бастеров

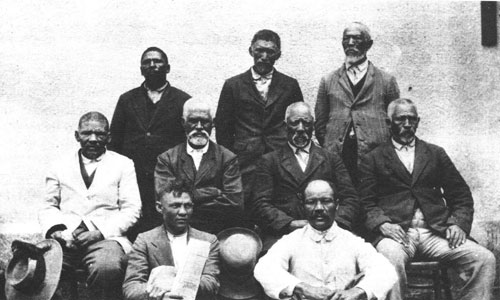
Бастеры, 1915 год

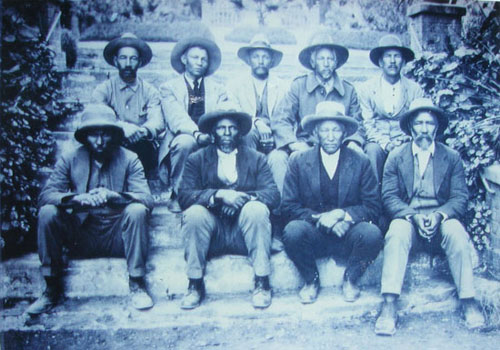
Бастеры, 1923 год

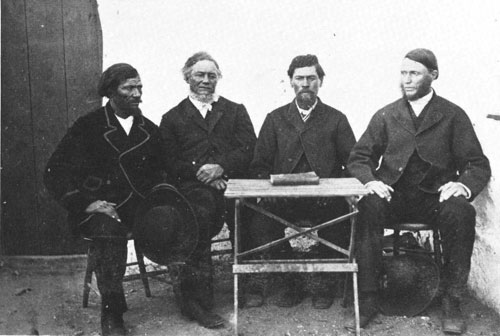
Совет бастеров, 1872 год

Ба́стеры (рехоботеры, рехоботские бастеры; Basters, Rehoboth Basters, Rehobothers; нама: !gora) — субэтнос цветных, проживающий в Намибии: потомки орлам-нама и первых голландских колонистов. Населяют область Кхомас и север центрального Хардапа. Их земли до 1992 года составляли отдельную административную единицу Рехобот. К 2001 году по статистике населения количество бастеров составляло около 72 тысяч.
Название бастеров происходит из нидерландского слова bastaard, родственного слову «бастард». Хотя для кого-то это слово может показаться оскорбительным, бастеры гордятся им, как указанием на их историю. Сами себя бастеры считают скорее белыми, чем чёрными, говорят на особом диалекте языка африкаанс, используют голландские имена и гордятся тем, что они в большей мере голландцы, чем сами голландцы.
По религии бастеры являются кальвинистами и очень религиозны, на что, в частности, указывает их девиз: «Groei in Geloof» (Расти в вере).
Бастеры переселились из Капской колонии в 1868 году сначала на юг Намибии (район Вармбада), затем к северу (в 30 км к северу от Берсебы) и наконец в 1870-1871 поселились в нынешнем регионе Рехобот (центральная Намибия). Там они основали Свободную республику Рехобот. Небольшая часть позже переселилась ещё дальше на север и осела в ангольском городе Лубанго, где они известны как Ouivamo (многие из них были насильственно возвращены в Намибию белыми южноафриканцами между 1928 и 1930 годами).
После установления германской колонии в Юго-Западной Африке, бастеры активно сотрудничали с немцами, сражаясь вместе с ними против гереро и готтентотов. Благодаря этому они сохранили значительную автономию.
Во время оккупации Намибии ЮАР бастеры продолжали сохранять автономию, но, как правило, отказывались сотрудничать с администрацией против СВАПО. Однако в среде бастеров сформировались политические организации противников СВАПО во главе с Беном Африкой и Хансом Диргаардтом — примкнувшие к консервативному блоку Демократический альянс Турнхалле.